# Bahçekonak, Vezirköprü
Bahçekonak là một xã thuộc huyện Vezirköprü, tỉnh Samsun, Thổ Nhĩ Kỳ. Dân số thời điểm năm 2010 là 1.285 người.